# Божидар Карађорђевић
Кнез Божидар Карађорђевић  (6. јануар 1862 — 2. април 1908) био је српски уметник и писац о уметности, светски путник и изданак српске династије Карађорђевић. Давао је часове певања и цртања, да би касније зарађивао за живот као ликовни критичар и преводилац. Био је сарадник Енциклопедије Британика и часописа Le Figaro, La Revue de Paris, Revue des Revues, Magazine of Art и других публикација.

## Биографија
Кнез Божидар Карађорђевић је рођен у Београду по новом календару 6. јануара 1862. (по старом календару 25. децембра 1861). Најраније детињство је провео у Румунији, Аустрији, Француској селећи се са својим родитељима, мајком Саром ћерком најбогатијег Србина Мише Анастасијевића и оцем Ђорђем.
Кнез Божидар је припадао династији Карађорђевић. Он је био други син кнеза Ђорђа Карађорђевића и његове жене Сарке (Саре) Анастасијевић (његов старији брат је био кнез Алекса Карађорђевић). Његов деда кнез Алекса је био најстарији син Карађорђа Петровића, оснивача династије Карађорђевића и вође Првог српског устанка.
Кнез Божидар је већину свог живота провео у Француској, с обзиром да су чланови породице Карађорђевић били протерани из Србије након што је кнез Александар Карађорђевић збачен са престола 1858. Божидар је много путовао широм света. Служио је у Француској војсци, борио се у походу на Тонкин те је одликован крстом Легије части. Да би зарадио за живот давао је часове певања и цртања пре него што је постао преводилац и новинар.
Током једног од својих иностраних путовања у нашао се и у Индији, у којој је посетио тридесет и осам градова. Написао је књигу о својим искуствима, Enchanted India у којој је приказао индијски народ, њихове верске обреде и остале церемоније. Оставио је и детаљне описе индијских пејзажа и грађевинских објеката. Поред тога, превео је дела Толстоја и мађарског драматурга Мора Јокаја.
Заинтересовавши се за уметност, посетио је Минхен, Дрезден и Берлин и провео неколико месеци у Италији, након чега је прешао у Париз. Ту је редовно писао чланке за Figaro, La Revue de Paris, the Magazine of Art (Иља Рјепин, Жил Бастијен-Лепаж), укључујући биографију Марије Башкирцеве, у Енциклопедији Британика, 11. издање, том III. Као и сви новинари, он је нацртао Montmartre брлог уметника, писаца, песника, филозофа. Тамо је срео и спријатељио се са француском глумицом Саром Бернар, пиониром модерног плеса Лои Фулер, француским песником, писцем Џудит Готје, Сузаном Мејер-Зундел, аустријским композитором Хугом Волфом, сликарем и илустратором Анријем де Тулузом-Лотреком, и оснивачем Ballets Russes Сергејем Дјагиљевим. У својим каснијим годинама кнез Карађорђевић се преусмерио ка декорацији, и урадио палете и медаље за Париски атеље као дизајнер, вајар, сликар и кујунџија, и проводио је време са Жоржом Лакомом, Емилом Бернаром, Полом Серизјеом и осталим члановима Набија. Карађорђевићеве слике, илустрације, акварели и кујунџијски радови први пут су изложени у Београду 1908. године.
Као новинар и издавач залагао се за еманципацију свих Словена и Румуна под влашћу Хабзбуршке Монархије; Такође је заговарао еманципацију малих држава у југоисточној Европи, посебно Српске земље од Турске власти. Принц Карађорђевић, који је познат људима као пријатељ Пјера Лотија и велике руске уметнице Марије Башкирцеве, објавио је своја осећања у виду књига, Notes sur L'Inde (1899), и La Vie Multiple. Ова последња издата је постхумно 1921. године. Био је пријатељ са Маријом Башкирцевом од ране младости и Карађорђевић је био уз њу током њених последњих дана, био је уз њу на смртној постељи. Имала је само 25 година када је умрла, оболела од туберкулозе 1884. године. На двадесету годишњицу њене смрти у јануарском издању Revue des Revues,1904. године, Карађорђе је описао њене последње тренутке.
Marie се придигла и благо уздахнула као што уздишу деца када се буде и две крупне сузе су јој се слиле низ образ.
Преминуо је у Версају 2. априла 1908. године. Сахрањен је на гробљу Пер Лашез у Паризу.

## Дела и радови
- (на језику: француски). ; . 1894.  281746444.

- (на језику: енглески). : . 1899.

- (на језику: француски). : . 1921.  517119325.

- Записи о Индији — са 30 фотографија. Нови Сад; Топола: Матица српска; Задужбина краља Петра I. 2018. ISBN 978-86-7946-240-4.  324168711.

- Путевима Балкана — путописна проза. Горњи Милановац: Библиотека „Браћа Настасијевић”. 2018. ISBN 978-86-83847-43-3.  268684300.

## Породично стабло
|  |                         |  |  |  |  |  |  |  |  |  |  |  |  |  |  |  |
|  | 8. Карађорђе Петровић   |  |  |  |  |  |  |  |  |  |  |  |  |  |  |  |
|  |                         |  |  |  |  |  |  |  |  |  |  |  |  |  |  |  |
|  |                         |  |  |  |  |  |  |  |  |  |  |  |  |  |  |  |
|  | 4. Алекса Карађорђевић  |  |  |  |  |  |  |  |  |  |  |  |  |  |  |  |
|  |                         |  |  |  |  |  |  |  |  |  |  |  |  |  |  |  |
|  |                         |  |  |  |  |  |  |  |  |  |  |  |  |  |  |  |
|  | 2. Ђорђе Карађорђевић   |  |  |  |  |  |  |  |  |  |  |  |  |  |  |  |
|  |                         |  |  |  |  |  |  |  |  |  |  |  |  |  |  |  |
|  |                         |  |  |  |  |  |  |  |  |  |  |  |  |  |  |  |
|  | 5. Марија Карађорђевић  |  |  |  |  |  |  |  |  |  |  |  |  |  |  |  |
|  |                         |  |  |  |  |  |  |  |  |  |  |  |  |  |  |  |
|  |                         |  |  |  |  |  |  |  |  |  |  |  |  |  |  |  |
|  | 1. Божидар Карађорђевић |  |  |  |  |  |  |  |  |  |  |  |  |  |  |  |
|  |                         |  |  |  |  |  |  |  |  |  |  |  |  |  |  |  |
|  |                         |  |  |  |  |  |  |  |  |  |  |  |  |  |  |  |
|  | 6. Миша Анастасијевић   |  |  |  |  |  |  |  |  |  |  |  |  |  |  |  |
|  |                         |  |  |  |  |  |  |  |  |  |  |  |  |  |  |  |
|  |                         |  |  |  |  |  |  |  |  |  |  |  |  |  |  |  |
|  | 3. Сара Карађорђевић    |  |  |  |  |  |  |  |  |  |  |  |  |  |  |  |
|  |                         |  |  |  |  |  |  |  |  |  |  |  |  |  |  |  |
|  |                         |  |  |  |  |  |  |  |  |  |  |  |  |  |  |  |
|  | 7. Христина Урошевић    |  |  |  |  |  |  |  |  |  |  |  |  |  |  |  |
|  |                         |  |  |  |  |  |  |  |  |  |  |  |  |  |  |  |
|  |                         |  |  |  |  |  |  |  |  |  |  |  |  |  |  |  |